# Rue au Maire
Rue au Maire je ulice v Paříži v historické čtvrti Marais. Nachází se ve 3. obvodu. Název ulice (majordomova) je odvozen od správce panství kláštera Saint-Martin-des-Champs, který v ulici sídlil.

## Poloha
Ulice vede od křižovatky s Rue des Vertus a končí na křižovatce s Rue de Turbigo, kde na ni navazuje západním směrem Rue Cunin-Gridaine.

## Historie
Ulice vznikla 1280 jako hlavní tepna předměstí Saint-Martin-des-Champs podél opevnění kláštera Saint-Martin-des-Champs. Ulice se také nazývala Rue de Rome. V roce 1854 byla prodloužena k Rue des Vertus. Šířka prodloužení byla určena na 12 m, tedy o dva metry více než původní ulice. Tato část se nazývala Rue Aumaire prolongée nebo Rue au Maire prolongée (prodloužená) až do 22. září 1873, kdy došlo k přečíslování domů v ulici.
Ulice platí spolu s Rue du Temple a Rue des Gravilliers za nejstarší asijskou čtvrť Paříže. První Číňané přišli do Francie z pobřežního města Wen-čou z provincie Če-ťiang v jihovýchodní Číně.